# Ken Spears
Charles Kenneth Spears, detto Ken (Los Angeles, 12 marzo 1938 – Brea, 6 novembre 2020), è stato un animatore e produttore televisivo statunitense.

## Biografia
Con Joe Ruby, che conobbe quando entrambi lavoravano alla Walt Disney Productions, aprì la casa di produzione Ruby-Spears, con la quale furono lanciate Mister T. e altre serie di animazione. Ken Spears inoltre creò il personaggio di Scooby-Doo.
Spears è morto nel novembre 2020, qualche mese dopo il decesso di Ruby. Da tempo era affetto dalla malattia di Parkinson associata alla demenza da corpi di Lewy.